# Degewo
Die Degewo Aktiengesellschaft (Eigenschreibweise: degewo) ist ein deutsches Wohnungsunternehmen mit Sitz in Berlin.
Das heutige Unternehmen, hervorgegangen aus der 1924 gegründeten DEGEWO Deutsche Gesellschaft zur Förderung des Wohnungsbaues, bewirtschaftet über 75.000 Wohnungen und 1.500 Gewerbeeinheiten in Berlin. Damit ist sie die größte der sechs landeseigenen Wohnungsgesellschaften und zweitgrößte insgesamt in der Hauptstadt. Sie engagiert sich seit einigen Jahren für die ganzheitliche Entwicklung von Stadtquartieren. Das umfasst insbesondere die Instandhaltung der Gebäude, die Gestaltung des Wohnumfeldes, die Verbesserung der nachbarschaftlichen Kontakte und des Freizeitangebotes.
Zur Degewo AG gehören unter anderem die Tochtergesellschaften Degewo Köpenicker Wohnungsgesellschaft mbH (früher: KÖWOGE), die Degewo Marzahner Wohnungsgesellschaft mbH (früher: WBG Marzahn), die Gewobe Wohnungswirtschaftliche Beteiligungs GmbH sowie Degewo Netzwerk GmbH.

## Geschichte

### 1924–1933

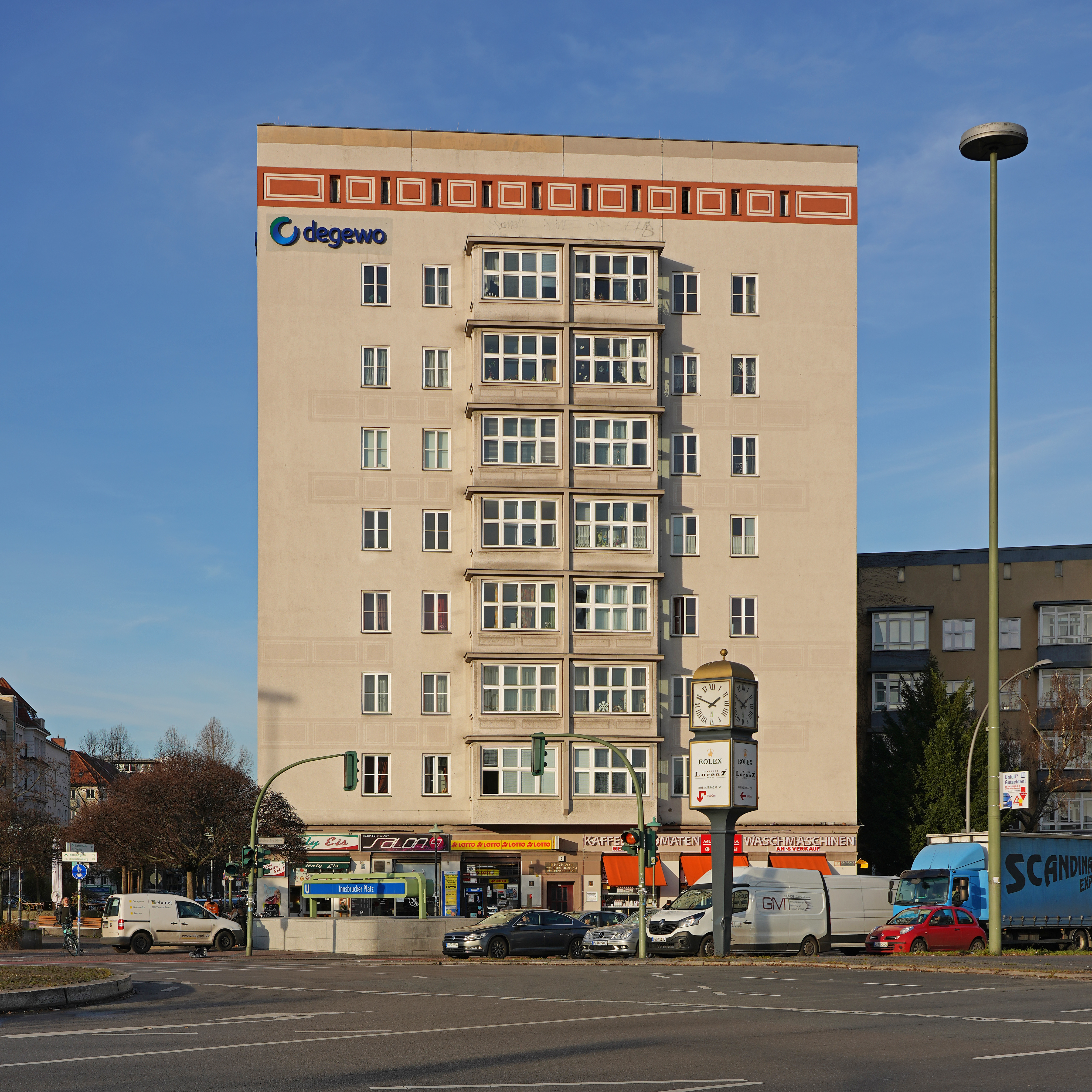
Degewo-Hochhaus Innsbrucker Platz

Fünf Jahre nach dem Ende des Ersten Weltkriegs und ein Jahr nach der Inflation herrschte 1924 in Berlin große Wohnungsnot. Hunderttausende suchten ihr Glück in der Reichshauptstadt und damit auch eine bezahlbare Wohnung. Die Stadt beschloss zu handeln, um die Kleinwohnungsfrage zu lösen. Sie gründete die Deutsche Gesellschaft zur Förderung des Wohnungsbaues (DEGEWO) neben weiteren kommunalen Wohnungsbaugesellschaften mit dem Ziel, die Wohnungsfrage sozial zu lösen und für die breite Masse bezahlbare Unterkünfte entstehen zu lassen.
1925 begann in Britz das erste Projekt mit 300 Wohneinheiten in der heutigen Fritz-Reuter-Allee. Zu den frühen Bauprojekten gehörten weitere 422 Wohnungen, die ab 1926 in der heutigen Aroser Allee im Berliner Norden gebaut wurden. Auch in Pankow und Prenzlauer Berg errichtete degewo neuen Wohnraum. Gut zwei Drittel der in der Weimarer Republik gebauten Wohnungen des Unternehmens hatten einen Fernwärmeanschluss. Am Innsbrucker Platz entstand im Auftrag von Degewo ein Musterbeispiel moderner Architektur der 1920er Jahre.

### 1933–1945
Wie viele andere Organisationen wurde die Degewo 1933 gleichgeschaltet.
Die Luftangriffe der Alliierten auf Berlin in den letzten Jahren des Zweiten Weltkriegs zerstörten einen Großteil des Wohnungsbestandes der Degewo. Die schweren Beschädigungen betrafen besonders Wohnanlagen in Lankwitz, Steglitz und Tempelhof. Schwere betriebswirtschaftliche Auswirkungen hatten die Zerstörung sowohl der Degewo-Zentrale in der Innsbrucker Straße 1943 als auch des Ausweichquartiers in der Kurfürstenstraße im Jahr 1945.
36,9 % der Wohnungsbestände waren zerstört und weitere 11,6 % nicht mehr nutzbar. Damit übertraf die Zerstörungsquote am Gebäudebestand der Degewo den Verlust an der Berliner Wohnbebauung insgesamt, der etwa 35 % betrug.

### 1945–1970
Mittel des Marshallplans trugen dazu bei, dass in den Westsektoren Berlins mit dem Wiederaufbau begonnen werden konnte. Aufgrund der politischen Lage des Ostsektors konnte dort nichts entsprechendes unternommen werden. Die Degewo begann im Jahr 1950 mit dem Neubau des Hochhauses am Innsbrucker Platz, dem folgten weitere Neubauprogramme. Ab 1951 setzte der öffentlich geförderte soziale Wohnungsbau ein. Bis 1961 hatte degewo 8832 Wohnungen gebaut. Das größte innerstädtische Aufbaugebiet der 1950er Jahre war das Bayerische Viertel in Schöneberg. In Lankwitz entstanden die ersten acht- bis zwölfgeschossigen Wohnhochhäuser – ein Novum für Berlin. In Britz und im Norden Berlins ließ degewo viele Neubausiedlungen errichten, beispielsweise die Siedlung Schillerhöhe, die 1966 an die Gesobau verkauft wurde.
Gemeinsam mit der Gesobau begann nach dem Bau der Berliner Mauer die Planung und Realisierung des Märkischen Viertels, eines neuen Stadtteils mit fast 50.000 Einwohnern. Im Norden Berlins entstand aus Sicht der Planer der 1960er Jahre der Prototyp einer modernen Stadt.
Ebenfalls kurz nach dem Mauerbau begann in einer Aktion mehrerer Wohnungsbauunternehmen der Bau der Gropiusstadt in Neukölln. degewo trug mit dem Bau von rund 4.500 Wohnungen wesentlich zur Realisierung der neuen Siedlung bei.
In den 1960er Jahren begann degewo mit der Flächensanierung im Wedding (siehe auch Artikel Sanierungsgebiet Wedding Brunnenstraße). Hier lebten 40.000 Menschen in 16.000 Wohnungen unter nicht mehr zeitgemäßen Bedingungen. Ein Großteil der ehemaligen Mietskasernen wurde abgerissen und durch Neubauten ersetzt.

### 1970–1989

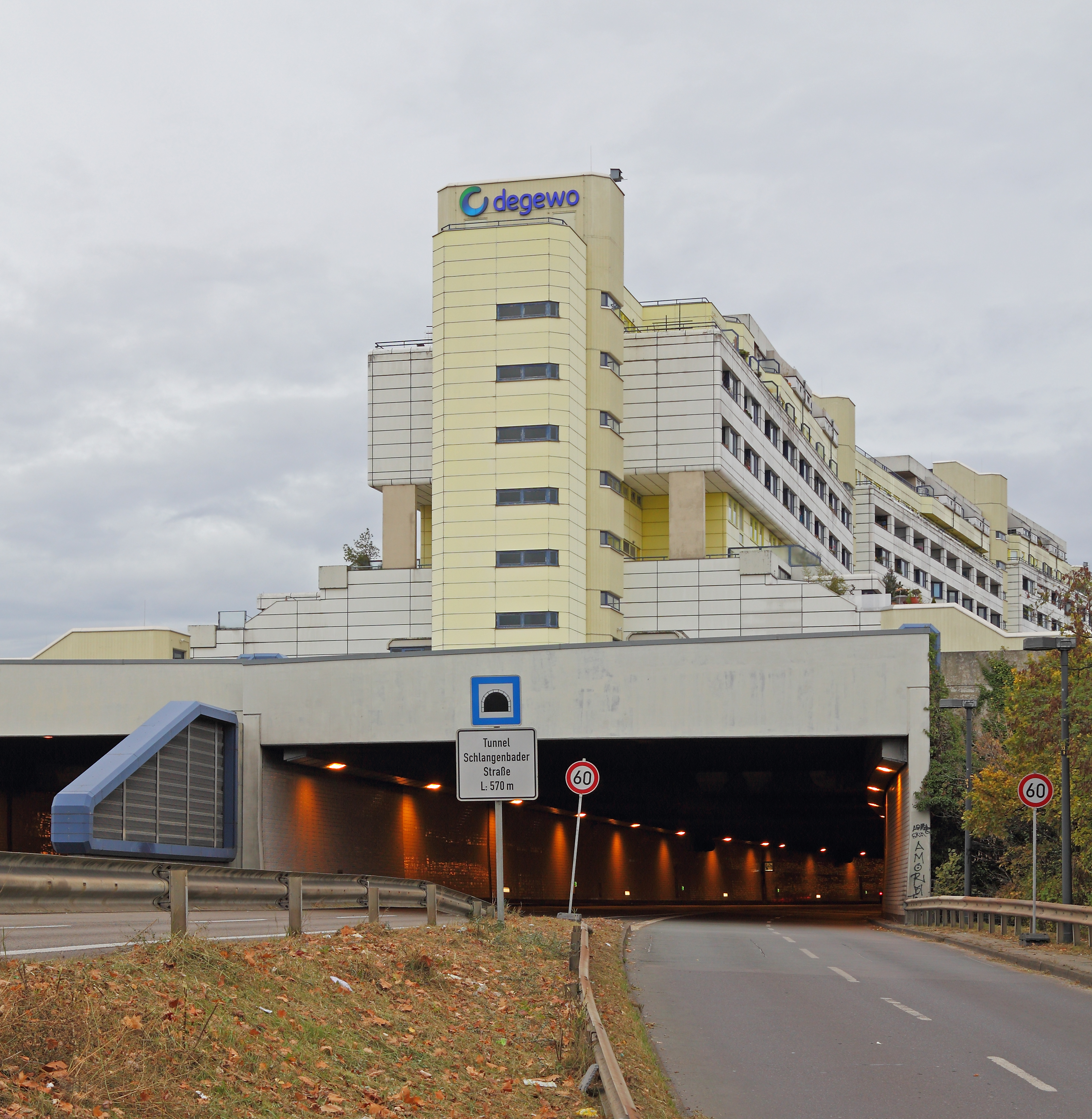
Schlangenbader Straße, 2012

Viele Projekte von Degewo waren in den 1970er Jahren abgeschlossen oder im vollen Gange. Dennoch war es für junge Leute schwierig, bezahlbaren Wohnraum in der Innenstadt zu finden. Besonders dort war Bauland knapp. Jede Möglichkeit zu bauen, ohne Berlins „grüne Lunge“ zu beschädigen, war den Planern recht, etwa durch die Überbauung von Autobahnen. Der Abzweig zwischen Wilmersdorf und Steglitz bot die Möglichkeit für ein weltweit einzigartiges Projekt: die heute denkmalgeschützte Autobahnüberbauung Schlangenbader Straße. Auf 600 Metern Länge folgte die Bebauung linear der Trasse. Das bis zu 14-geschossige, spitz nach oben zulaufende Terrassenhaus erhielt bald den Spitznamen „Schlange“ von den Berlinern. Das hatte zum einen damit zu tun, dass das Gebäude an der Schlangenbader Straße liegt, zum anderen ist es aber auch der Form des Gebäudes geschuldet.

### Seit 1989
Nach dem Fall der Mauer weitete degewo das Engagement auch nach Brandenburg hin aus. 1991 übernahm die Degewo die Gesellschaftsanteile der GSW Immobilien an der Vertriebsgesellschaft Gewobe. Die Grundsteinlegung für 1400 neue Wohneinheiten der Parkstadt Falkensee war im Herbst 1993. Im Jahr darauf erhielt die Degewo im Rahmen von Rückübertragungen 1400 Wohnungen im Ostteil Berlins.
1995 wurde die Köpenicker Wohnungsgesellschaft (Köwoge) ein Tochterunternehmen der Degewo. Die Entwicklung der Projektstandorte für Eigentumsmaßnahmen in Hellersdorf, Treptow und Köpenick setzte 1998 ein. 2002 erwarb die Degewo die Wohnungsbaugesellschaft Marzahn mbH als ein weiteres Tochterunternehmen.
Der Rückgang der Bevölkerung im Berliner Osten, insbesondere in Hellersdorf und Marzahn, führte zur Entscheidung, im Rahmen des Programms Stadtumbau Ost ab 2002 auch Wohnungen oder Wohngebäude zurückzubauen, was sehr kontrovers diskutiert wurde. 2010 wurde das Projekt Stadtumbau Ost abgeschlossen. In diesem Zeitraum hat die Degewo in Marzahn rund 3500 Wohnungen abgerissen sowie 1160 umgebaut und aufgewertet.
2003 begann die Umstrukturierung der Gesellschaft im Konzernverbund mit den Tochtergesellschaften Köpenicker Wohnungsgesellschaft, Marzahner Wohnungsbaugesellschaft und Gewobe. Im Frühjahr 2008 wurde die Eingliederung der städtischen Wohnungsunternehmen Köwoge und WBG Marzahn in die Degewo erfolgreich abgeschlossen. Die Gesellschaften treten am Markt einheitlich unter dem Namen Degewo auf. Das neue Logo, ein offener Ring, soll sowohl Geborgenheit und Schutz, als auch Offenheit für Neues symbolisieren.
Am 12. September 2007 eröffnete mit dem Alexa Berlins zweitgrößtes Einkaufszentrum. Die Gewobe übernahm die Erschließung und die Entwicklung der insgesamt 4,5 Hektar großen Fläche zwischen Alexander-, Voltaire-, Gruner- und Dircksenstraße. Sie hat auch den portugiesischen Investor Sonae Sierra (siehe auch: Belmiro de Azevedo), einen Spezialisten für Einkaufszentren, gewonnen, der zusammen mit dem französischen Investor Foncière Euris rund 290 Millionen Euro in das Alexa investierte.
Ab 2009 wurden die Bestände in der südlichen Gropiusstadt umfassend energetisch saniert und das Wohnumfeld aufgewertet. Insgesamt investierte die Degewo im Neuköllner Quartier bis 2016 mehr als 92 Millionen Euro. Zum 50. Geburtstag der Gropiusstadt im Jahr 2012 veranstaltete das einzige kommunale Wohnungsunternehmen mit Beständen in diesem Ortsteil eine Ausstellung. Unter dem Titel Heimat Großsiedlung – 50 Jahre Gropiusstadt wurden Vergangenheit, Gegenwart und Zukunft des Quartiers dargestellt. Parallel fand Anfang November 2012 eine Fachtagung unter dem Ausstellungstitel statt. Architekten, Stadtentwickler, Politiker und Akteure diskutierten auf Einladung von der Degewo zwei Tage lang die Zukunftsperspektiven von Großsiedlungen.
Im Jahr 2013 startete die Degewo nach über zehn Jahren ruhender Bautätigkeit ein Neubauprogramm mit dem Bau eines Mehrfamilienhauses in der Waldsassener Straße in Marienfelde, gelegen in der fortan Mariengrün genannten Stadtrandsiedlung.
Im Rahmen einer internen Umstrukturierung wurden zum Jahreswechsel 2013/14 etliche Tochtergesellschaften der Degewo aufgelöst und in neue, bestandshaltende Tochtergesellschaften integriert. Dadurch hält die Degewo AG als Mutterunternehmen nur noch einen geringen Anteil an Wohnungen, der meiste Bestand wurde in die regional aktiven Tochtergesellschaften ausgegliedert. Dadurch soll eine kundenorientiertere Arbeitsweise möglich geworden sein.
Zwecks Rekommunalisierung erwarb die Degewo im Jahr 2019 von der Deutschen Wohnen 2142 Wohnungen und 33 Gewerbeeinheiten ohne Landesmittel für 358 Millionen Euro, die bis zur Privatisierung der GSW Immobilien bereits landeseigen waren. Weitere rund 2400 GSW-Wohnungen wurden 2021/22 gekauft. Zur Refinanzierung hat die Degewo im Jahr 2022 Schuldscheindarlehen und Namensschuldverschreibungen über insgesamt 500 Millionen Euro begeben.

## Veröffentlichungen
- Wir bauen auf – 75 Jahre Degewo. Zum 75-jährigen Jubiläum der Degewo, Deutsche Gesellschaft zur Förderung des Wohnungsbaues gemeinnützige Aktiengesellschaft (Hrsg.), Berlin 1999.
- Degewo (Hrsg.): 90 Jahre degewo. Mehr Stadt. Mehr Leben. Sonderausgabe Mietermagazin, 2014.
- Degewo (Hrsg.): Berliner Fliesenbilder. Kinder gestalten ihren Stadtraum, Lesebuch und Dokumentation, 2014.